# Ropák roku
Ropák roku byla anticena vyhlašovaná každoročně v letech 1992–2022 občanským sdružením Děti Země za antiekologický čin roku.
Anketa byla inspirována dokumentárním filmem Jana Svěráka Ropáci z roku 1988 o výskytu nového živočišného druhu Petroleus mostensis (Ropák bahnomilný) ve zdevastované oblasti severních Čech, který se živí znečištěním. Výsledky byly každoročně zveřejňovány před koncem dubna v Brně na soirée s kulturním programem (v roce 2020 však bylo vyhlášení odloženo na konec června).
Prvním ropákem byl za rok 1992 dne 16. dubna 1993 vyhlášen ředitel podniku Vodohospodářská výstavba Július Binder za „celoživotní zásluhy na totální náhradě podunajských ekosystémů PŘÍROPOU v podobě výstavby vodního díla Gabčíkovo“. Jediným, kdo získal cenu dvakrát, je ministr průmyslu a obchodu Jan Mládek (2014 a 2015). Cena byla po 30 ročnících ukončena; posledním oceněným byl za rok 2021 ministr životního prostředí Richard Brabec. Dále je vyhlašována již pouze anketa Zelená perla.

## Komise
Vítěze ceny vybírala na základě podnětů veřejnosti více než stočlenná komise, která bodováním vybírala z nominovaných kandidátů. Členy komise byli zástupci ekologických organizací, ekologové, filozofové, sociologové, vysokoškolští pedagogové, publicisté, umělci, politici apod. Složení komise se obměňovalo; úplné jmenovité složení komise nebylo zveřejňováno. Mezi zakladatele komise patřil Ivan Dejmal (ekolog a bývalý ministr životního prostředí) a jejími členy byli např. Jiří Dědeček (předseda českého PEN klubu), Zbyněk Fiala (bývalý šéfredaktor Literárních novin), Čestmír Klos (novinář) nebo Petr Svoboda (Fyziologický ústav AV ČR), filozof Erazim Kohák, sociolog Jan Keller nebo teatrolog Vladimír Just.

## Chronologický přehled Ropáků roku
- 1992 – Július Binder (ředitel bratislavského podniku Vodohospodářská výstavba)
- 1993 – Václav Klaus (předseda české vlády a předseda ODS) a Vladimír Dlouhý (ministr průmyslu a obchodu za ODA)
- 1994 – František Benda (ministr životního prostředí za KDS/ODS)
- 1995 – František Malý (přednosta Okresního úřadu v Berouně)
- 1996 – Josef Kupec (podnikatel brněnské firmy INVESTprojekt, s. s r. o.)
- 1997 – Stanislav Novotný (generální ředitel Povodí Moravy, a. s. v Brně)
- 1998 – Miroslav Grégr (ministr průmyslu a obchodu za ČSSD)
- 1999 – Jiří Drda (poslanec za ODS a předseda představenstva liberecké firmy Termizo, a. s.)
- 2000 – Josef Běle (náměstek ministra životního prostředí za ČSSD)[8]
- 2001 – Miroslav Beneš (místopředseda ODS a předseda výboru pro veřejnou správu, regionální rozvoj a životní prostředí PSP ČR)
- 2002 – Pavel Švarc (generální ředitel a předseda představenstva firmy Unipetrol, a. s. Praha a předseda představenstva Spolany, a. s. Neratovice)
- 2003 – Jaromír Schling (poslanec za ČSSD)[9]
- 2004 – Martin Pecina (náměstek ministra průmyslu a obchodu za ČSSD)[10]
- 2005 – Vlastimil Aubrecht (zmocněnec vlády ČR pro severozápadní Čechy a poslanec za ČSSD)[11]
- 2006 – Martin Říman (ministr průmyslu a obchodu a poslanec za ODS)[12]
- 2007 – Jiří Hodač (náměstek ministra dopravy)[13][14]
- 2008 – Pavel Bém (primátor Prahy za ODS)[15]
- 2009 – Vladimír Tošovský (ministr průmyslu a obchodu)[16]
- 2010 – Pavel Drobil (místopředseda ODS a bývalý ministr životního prostředí)[17]
- 2011 – Jan Stráský (ředitel Národního parku Šumava)[18]
- 2012 – Tomáš Chalupa (ministr životního prostředí za ODS)[19]
- 2013 – Miloš Zeman (prezident České republiky)[20]
- 2014 – Jan Mládek (ministr průmyslu a obchodu za ČSSD)[21]
- 2015 – Jan Mládek (ministr průmyslu a obchodu za ČSSD)[22]
- 2016 – Dan Ťok (ministr dopravy, nestraník za ANO 2011)[23]
- 2017 – Jaroslav Foldyna (poslanec a místopředseda ČSSD)[24]
- 2018 – Jan Skalický (předseda představenstva společnosti Vodní cesty a propagátor stavby plavebního kanálu Dunaj–Odra–Labe)[25]
- 2019 – Klára Dostálová (ministryně pro místní rozvoj za ANO 2011)[26]
- 2020 – Karel Havlíček (ministr dopravy a ministr průmyslu a obchodu za ANO 2011)[27]
- 2021 – Richard Brabec (ministr životního prostředí za ANO 2011)[28]